# Volontaires étrangers au service de l'Ancien Régime
Aux côtés des régiments étrangers qui servirent l'Ancien Régime existèrent aussi d'autres unités de volontaires étrangers, mêlant infanterie, dragons et cavalerie légère, qui reçurent généralement le titre de « légions », de « compagnies franches » ou de « corps francs ». Ces unités eurent pour certaines une existence assez brève, n'étant levées parfois que le temps d'une campagne, leurs effectifs étant par ailleurs d'origines nationales très variées.

## Les mercenaires au service de la France: aperçu historique

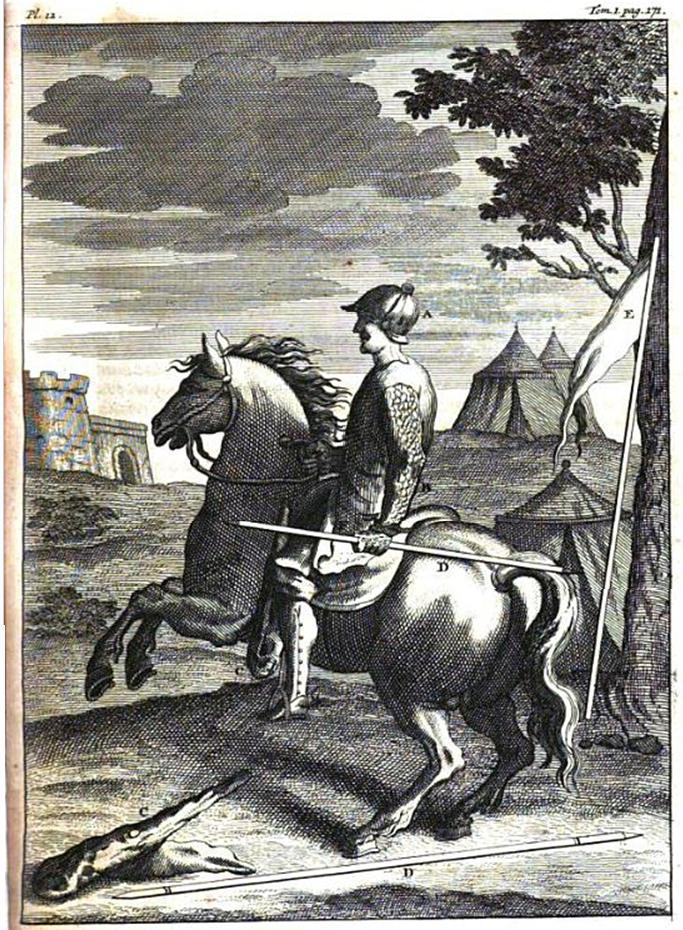
Estradiot au service de la France. Gravure tirée d'un ouvrage de Gabriel Daniel, 1724.

Des mercenaires étrangers ont servi les rois de France dès le Moyen Âge : des Génois sous Saint Louis, des Ligures et des Espagnols à la bataille des Éperons d'or, des arbalétriers génois encore pendant la guerre de Cent Ans. Dès la fin de cette période historique, les rois de France commencèrent à recourir aux services de troupes d'infanterie suisse recrutées dans le cadre de « capitulations militaires » passées avec la Confédération des VIII cantons.
Les guerres d'Italie virent un important recrutement de mercenaires suisses et de lansquenets allemands dans les rangs des armées françaises, la Suisse ayant en 1516 signé une paix perpétuelle avec la France, qui obtint alors le droit de lever des troupes mercenaires confédérées, droit dont elle profitera jusqu'à la fin du XVIIIe siècle. Ces conflits virent aussi pour la première fois l'engagement de troupes mercenaires de cavaliers légers. Au Moyen Âge, les rangs de la cavalerie était exclusivement constitués par la chevalerie qui se réservait l'apanage de servir au sein de cette « arme noble », alors « reine des batailles ». Les saignées causées dans ses rangs par la guerre de Cent Ans, le coût exorbitant de l'équipement (armures et chevaux), conjugué au déclin économique de cette caste nobiliaire, l'obsolescence de l'armure face au développement des armes à feu et à la généralisation de leur usage et la « révolution militaire » qui marqua la Renaissance furent à l'origine de l'apparition de ces troupes sur les champs de bataille de cette période charnière, ces unités d'« estradiots », de « génétaires » ou autres « dragons », très mobiles et manœuvrantes, pouvant aussi bien combattre à pied qu'à cheval, convenant parfaitement à la conduite de la « petite guerre » qui connaîtra son plein essor dès le siècle suivant,,.

## Chasseurs de Fischer

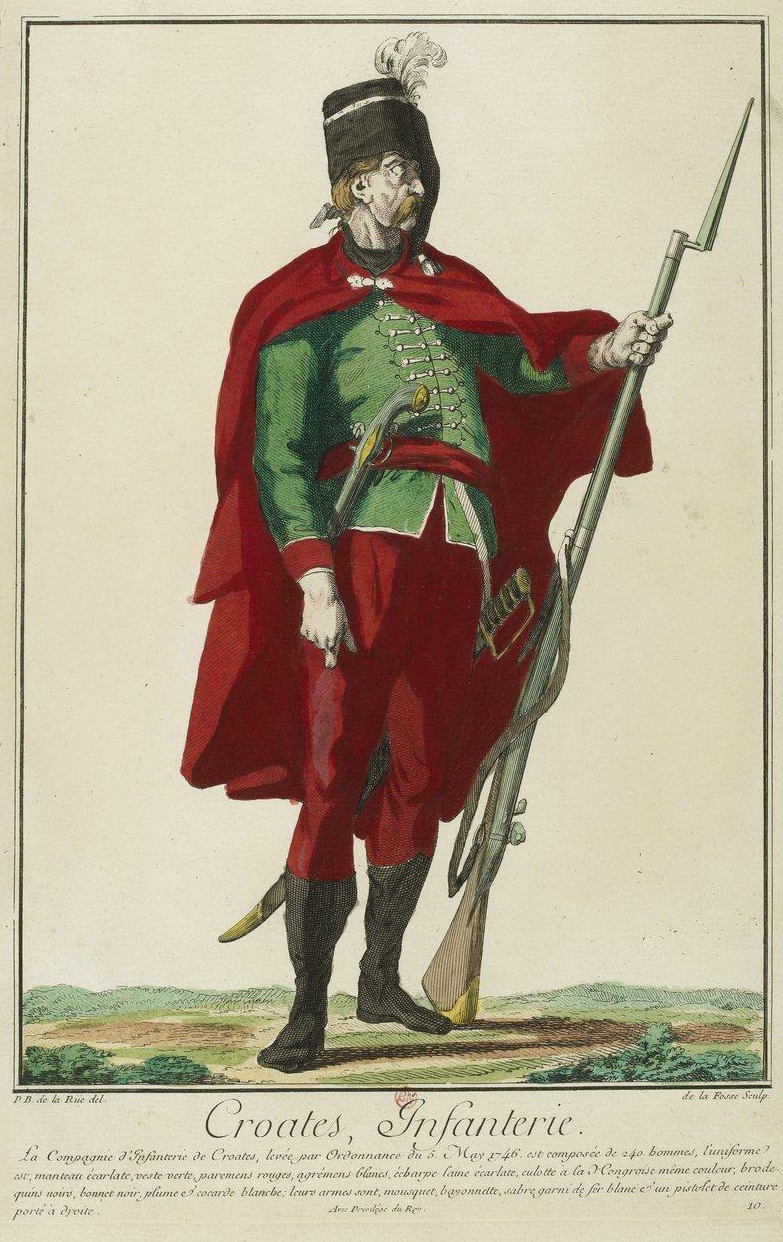
Uniforme de la compagnie « Croates Infanterie » établie en 1746.

Créés en 1742, ces troupes légères, fortes de 4 compagnies d'infanterie et autant de cavalerie, donneront, sous Louis XVI, naissance au 5e de Hussards.
La première unité de chasseurs – à pied et à cheval – de l'armée française est créée cette année-là 1742 par un mercenaire allemand au service de la France durant la guerre de Succession d'Autriche, Johann Christian Fischer - identité qui sera francisée en « Jean Chrétien Fischer ».
L'unité sera à l'origine de la création du corps des chasseurs à cheval dans l'armée française.

## «Croates Infanterie»
Cette compagnie de volontaires croates a existé du 5 mai 1746 au 2 décembre 1748 et comptait 13 officiers et 241 hommes. Elle est répertoriée dans l’État général des troupes de France, sur pied en mai 1748.

## Légion des Volontaires de Soubise
Créée en 1762, cette unité à recrutement allemand est composée de 948 hommes, infanterie et dragons. Elle se fondra en 1779 dans le 5e régiment de chasseurs à cheval.

## Milices des compagnies coloniales

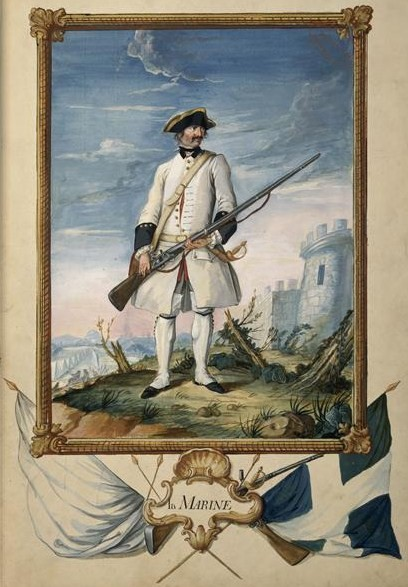

Inspiré par l'exemple des Chasseurs de Fischer, un corps de chasseurs est levé pour la Compagnie des Indes.
- docu
- docu
- Sepoy -  -  - [Bataille de Gondelour (1783)] -  -